# Nawton
Nawton est une banlieue située à l’ouest de la cité de Hamilton dans l'Île du Nord de la Nouvelle-Zélande.